# Eurycea spelaea
Eurycea spelaea là một loài kỳ giông trong họ Plethodontidae. Đây là loài đặc hữu của Hoa Kỳ. Chúng cũng được gọi với danh pháp Typhlotriton spelaeus và là đại diện duy nhất của chi Typhlotriton.
Các môi trường sống tự nhiên của chúng là suối nước ngọt, carxtơ nội địa, và hang. Loài này đang bị đe dọa do mất môi trường sống.

## Lịch sử
Kỳ giông Grotto được phát hiện năm 1891 trên cao nguyên Ozark. 